# Dla zapomnianego żołnierza
Dla zapomnianego żołnierza (hol. Voor een verloren soldaat) – holenderski dramat filmowy z 1992 roku w reżyserii Roelanda Kerboscha, oparty na autobiograficznej powieści pod tym samym tytułem autorstwa choreografa i tancerza baletu Rudiego van Dantziga. 
Film uznany został za kontrowersyjny, ponieważ poruszył temat tabu − traktuje o emocjonalno-seksualnym związku pomiędzy nastolatkiem (w tej roli Maarten Smit) a dwudziestoparoletnim żołnierzem (Andrew Kelley) w czasie nazistowskiej okupacji Holandii w trakcie II wojny światowej. Nie był szeroko dystrybuowany i nie stał się kasowym przebojem, został jednak doceniony przez krytykę i spotkał się z życzliwym przyjęciem.

## Opis fabuły
Choreograf prowadzący lekcje baletu, Jeroen Boman, wspomina okres schyłku wojny, kiedy to on i inne dzieci z Amsterdamu, odebrane rodzicom, zostały odesłane do rodzin z odległej holenderskiej wsi z powodu kończących się pod niemiecką okupacją zasobów pożywienia. Jeroen trafia do rodziny zajmującej się łowieniem węgorzy. Mimo dobrych warunków do życia i troski rodziny, do której został przydzielony, chłopiec jest nękany przez tęsknotę do matki.
Po roku, w 1945, życie dwunastoletniego wtedy Jeroena odmienia się. Holenderska wioska staje się przystankiem dla postępującej kampanii wojsk amerykańskich i kanadyjskich. Podczas jednej z imprez, urządzanych dla wojskowych, Jeroen poznaje dwudziestoparolatka Walta Cooka, żołnierza z Kanady, który do armii zaciągnął się dla przygody. Oboje spędzają ze sobą mnóstwo czasu, podobnie jak inni żołnierze romansują z lokalnymi dziewczętami. Również między nimi, pomimo barier wiekowych i językowych, nawiązuje się uczucie silniejsze niż przyjaźń. Rozkwita romantyczny związek, a między bohaterami dochodzi do zbliżeń seksualnych. Wszystko to przypada na okres dorastania i eksploracji własnej seksualności przez młodego Jeroena. Związek żołnierza i jego młodszego przyjaciela zdaje się być jawny w otoczeniu obydwu, a przede wszystkim uszczęśliwia bohaterów, dając im poczucie bliskości, bezpieczeństwa i spełnienia − wszystko to mimo pederastycznego podłoża.
Po pewnym czasie armia kanadyjska otrzymuje rozkaz wymarszu z osady. Walt opuszcza zakochanego w nim z wzajemnością chłopaka bez pożegnania, a jedyną pamiątką, jaka pozostaje Jeroenowi po szczęśliwie spędzonych z żołnierzem dniach, jest fotografia ukochanego. Po zakończeniu wojny dwunastolatek powraca do Amsterdamu, do domu rodzinnego.
W ostatniej scenie filmu dorosły Jeroen Boman wspomina niniejsze wydarzenia oraz trenuje młodych tancerzy, którzy w balecie wyrażają opowiedzianą historię. Otrzymuje także dwie powiększone fotografie z okresu swojego dojrzewania: jedną stanowiącą fragment jego zdjęcia z przybraną rodziną oraz drugą, która jest zbliżeniem zdjęcia z nieśmiertelnikiem Walta. Przed bohaterem otwiera się możliwość odnalezienia, po identyfikacji, tytułowego zagubionego żołnierza.

## Obsada
| - Maarten Smit − Jeroen Boman jako nastolatek - Jeroen Krabbé − dorosły Jeroen Boman - Andrew Kelley − Walt Cook - Freark Smink − Hait - Elsje de Wijn − Mem - Derk-Jan Kroon − Jan - Wiendelt Hooijer − Henk - Iris Misset − Bonden | - Gineke de Jager − Elly - Tatum Dagelet − Gertie - Marie-José Kouwenhoven − Renske - Valerie Valentine − Laura - William Sutton − Chuck - Andrew Butling − Buikspreker - Andrew Cassani − Winslow - Monique Kramer − pani Boman, matka Jeroena |

## Dystrybucja
Światowa premiera dzieła przypadła na wiosnę, 22 maja 1992 roku; wówczas film wszedł na ekrany kin w rodzimej Holandii. Film nie spotkał się z szeroką dystrybucją przez wzgląd na kontrowersyjną tematykę. Pół roku później, 18 września, został zaprezentowany widzom 17. MFF w Toronto, a w 1993 znalazł się w programie Torino International Gay & Lesbian Film Festival we Włoszech. Na początku maja 1993 Dla zapomnianego żołnierza, pod tytułem For a Lost Soldier, zadebiutował w kinach w Stanach Zjednoczonych. Spotykając się z limitowaną dystrybucją, film zarobił 386,329 dolarów. W ciągu kolejnych lat projekt wydany został w Australii, Nowej Zelandii (z kategorią wiekową uniemożliwiającą projekcję filmu widzom poniżej osiemnastego roku życia), Niemczech, Danii i na Węgrzech, a w marcu 2004 był wyświetlany w trakcie Johannesburg Pride South Africa Gay and Lesbian Film Festival w Republice Południowej Afryki.
W 2010 odbył się 25. z kolei Torino International Gay & Lesbian Film Festival. Dla zapomnianego żołnierza został uwzględniony na stworzonej przez organizatorów imprezy liście dwudziestu pięciu najważniejszych filmów o tematyce LGBT minionych lat.

## Przyjęcie
Film zyskał pozytywne recenzje krytyków.
Stephen Holden, pamflecista dziennika The New York Times, pisał w swojej recenzji: "Kreacje aktorskie są pociągająco piękne. Afekt, który nawiązuje się między dwoma aktorami, jest tym bardziej poruszający, że prawie całkowicie nieopisywany przez nich słowami."

### Nagrody i wyróżnienia
- 1993, Torino International Gay & Lesbian Film Festival:
  - nagroda dla "najlepszego filmu fabularnego" (nagrodzony: Roeland Kerbosch(inne języki); ex aequo z filmem Hessed Mufla Amosa Guttmana)